# Brink's
The Brink's Company är ett amerikanskt säkerhetsföretag grundad 1859 av Perry Brink. Brink's grundades i Chicago, Illinois, men har på senare tid haft huvudkontor i Richmond, Virginia.
Brink's arbetar inom logistiklösningar och säkerhetstjänster, speciellt inom värdetransporter, kameraövervakning och larmövervakning. Brink's tillverkar även egna kassaskåp. 1962 såldes Brink's till Pittston Company, ett koltillverkningsföretag. 1982 förvärvades även ett till företag, Burlington Air Express. Brink's Home Security grundades 1983. Pittston sålde av sina koltillgångar under 2000-talet, och Brink's återfick sitt namn. Brink's Home Security avknoppades senare också.
I januari 2012 förvärvade Brink's Kheops SAS, en leverantör av logistik-mjukvara och relaterade tjänster i Frankrike, för cirka 17 miljoner dollar. Förvärvet gav företaget egenutvecklade styrning av programvara som används främst i cash-in-transit-fordon och pengabearbetning i Frankrike.
Den 31 januari 2013 förvärvade Brink's det brasilianska Rede Transacoes Eletronicas Ltda. (Redetrel) för cirka 26 miljoner dollar. Redetrel distribuerar elektroniska förbetalda produkter, inklusive mobiltelefoner med samtalstid, via ett nätverk av cirka 20 000 butiker över hela Brasilien. Redetrels starka distributionsnät kompletterar Brink's befintliga betalningsverksamhet, ePago, som har verksamhet i Brasilien, Mexiko, Colombia och Panama.
Brink's sålde BAX Global, ett logistik- och transportlösningsföretag för 1,1 miljarder amerikanska dollar till Deutsche Bahn den 31 januari 2006. BAX Global brukade kallas Burlington Air Express.